# Einzelphotonenquelle
Bei einer Einzelphotonenquelle handelt es sich um eine fluoreszierende Lichtquelle, bei der nie zwei oder mehr Photonen gleichzeitig emittiert werden. Benötigt werden einzelne Photonen insbesondere in der Quanteninformationsverarbeitung und der Quantenkryptographie.

## Aufbau
Es existieren sehr unterschiedliche Realisierungen von Einzelphotonenquellen. Frühe Systeme nutzten einzelne Atome oder Ionen; dabei ist es entscheidend, dass das emittierende Atom möglichst still gehalten wird, was durch verschiedene Anordnungen sichergestellt werden kann. Die Wahrscheinlichkeit spontaner Emission kann aufgrund des Purcell-Effekts durch einen Resonator hoher Güte erhöht werden.

### Einzelne Atome oder Ionen in Kühlfallen
Insbesondere die ursprünglichen Arbeiten von L. Mandel und H. Walther basierten darauf, dass Ionen in magnetischen Kühlfallen festgehalten wurden. Die Wellenlänge des emittierten Lichts entspricht dann gerade einem Übergang des Ions. Um Doppler-Effekt und thermische Kollisionen zu vermeiden, müssen die Ionen tief abgekühlt werden. Aufgrund des "Photon Antibunching"-Effekts ist sichergestellt, dass erst ein zweites Photon emittiert wird, wenn das Ion ein anderes Photon absorbiert hat. Die Photonen haben demnach einen minimalen zeitlichen Abstand zueinander, der bei den beschriebenen Systemen in der Größenordnung von 10 ns liegt.

### Farbzentren im Festkörper
Bei Farbzentren handelt es sich um Defekte in einem Festkörper, z. B. einem Diamant oder einem Halbleiter mit geringer Bandlücke. Im Festkörper sind die atomaren Lichtquellen bereits fest fixiert, weshalb keine kryogenen Temperaturen und auch kein starkes Magnetfeld notwendig sind. Da es sich bei den Defekten um verschiedene Effekte handeln kann, wie Zwischenräume, Fremdatome, Löcher, Ladungsbarrieren, so liegen die emittierten Photonen meist nicht in dem Wellenlängenbereich eines gewöhnlichen Atomübergangs.
Es gibt keine kommerzielle Einzelphotonenquellen.

### Quantenpunkte
Quantenpunkte werden meist als nanoskopische Halbleiter-Kristallite in einer Matrix oder Schale eines anderen Halbleiters (oder Isolators) mit größerer Bandlücke hergestellt. Für nasschemisch erzeugte Quantenpunkte ist CdSe in  einer ZnS-Matrix üblich. Mittels Epitaxie hergestellte Quantenpunkte sind typisch kristalline InGaAs-Inseln, eingebettet in einer GaAs-Matrix. 
Quantenpunkte bieten eine sehr gute und effektive Möglichkeit, einzelne Photonen zu erzeugen. Die Photonen können mit hoher Effizienz erzeugt werden. Bei guten Quantenpunkten sind die emittierten Photonen außerdem ununterscheidbar und die Quantenpunkte sind in der Quantenkryptographie einsetzbar. InGaAs/GaAs-Quantenpunkte sind zudem gut in optoelektronische Bauelemente integrierbar.

## Parametrische Fluoreszenz
Eine häufig angewandte Methode stellt die parametrische Fluoreszenz (engl. parametric down conversion, PDC) dar. Hier wird in einem nichtlinearen Kristall ein energiereiches Photon in zwei Photonen der halben Energie umgewandelt. Beide Photonen können miteinander verschränkt sein, d. h., sie besitzen einen gemeinsamen Zustand, obwohl sie räumlich getrennt sind. Der große Vorteil dieser Methode liegt darin, dass das zweite Photon benutzt werden kann, um zu bestimmen, zu welchem Zeitpunkt das einzelne Photon die Einzelphotonenquelle verlässt. Dies ist eine Eigenschaft, die viele Experimente in der Quantenoptik und Quanteninformation erst ermöglicht.